# Žatec na Moravě

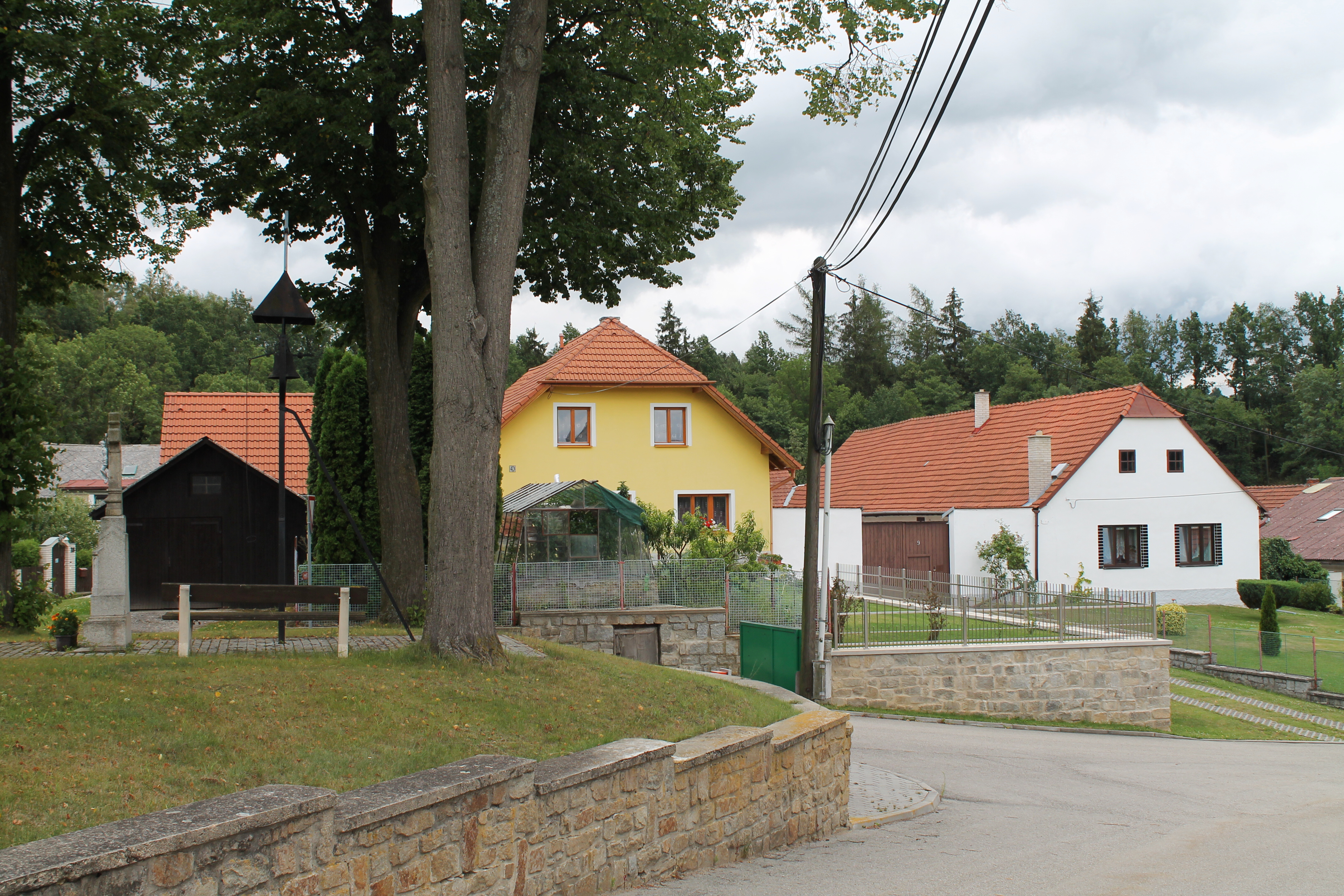
Dorfplatz in Žatec

Žatec (deutsch Saatz) ist eine Gemeinde mit 109 Einwohnern in Tschechien.

## Geographie
Žatec liegt vier Kilometer nordöstlich der Stadt Telč in 534 m ü. M. an der Mährischen Thaya. Nachbarorte sind Urbanov im Norden, Ořechov im Osten, Mysliboř im Westen sowie Dolní Dvorce und Stranná im Süden.

## Geschichte
Die erste urkundliche Erwähnung stammt aus dem Jahre 1371.
Bei Žatec befindet sich im Hluboký žlab der Kreuzstein, in den ein Kreuz und zwei Zimmermannsbeile eingehauen sind. Einer Sage nach sollen dort zwei habgierige Anwohner über ein gefundenes Beil so in Streit geraten, dass der eine den andern damit erschlug. Nach einer anderen Überlieferung sollen auf einem Erntekranzfest im Dorf bei Zimmergesellen, die beide das gleiche Mädchen begehrten, in Streit geraten sein. Nachdem die Auseinandersetzung handfest geworden war und beide aus der Schenke geworfen wurden, setzten sie ihren Streit fort. Ihre Kameraden fanden sie später verblutet im Hluboký žlab.